# Borough of Gosport
Gosport  är ett distrikt (motsvarande kommun) i grevskapet Hampshire i England, Storbritannien. Distriktet har 82 285 invånare (2022).  Distriktet består av staden Gosport med förorter, bland annat Lee-on-the-Solent. Det har inga civil parishes.